# 科技公园站
科技公園站（：／ Tekeuno-pakeu yeok */?）是仁川地鐵1號線沿線的一座地下車站，位於韓國仁川廣域市延壽區松島洞，韓語副站名為「現代名牌折扣購物中心松島店」（。

## 車站結構
站體為2面2線側式月台的地下車站，候車月台設有月台幕門，並有4處出口。

### 月台配置
| 大學城 ↑       |
| \| 上          |
| ↓ 知識信息園區 |

| 月台 | 路線               | 目的地                                                     |
| ---- | ------------------ | ---------------------------------------------------------- |
| 上行 | ●仁川都市鐵道1號線 | 源仁齋、富平、橘峴、桂陽方向                               |
| 下行 | ●仁川都市鐵道1號線 | 知識信息園區、中央公園、國際業務園區、松島月光慶典公園方向 |

## 歷史
- 2009年6月1日：落成啟用。

## 車站周邊
- 彌鄒忽公園
- 彌鄒忽塔（朝鲜语：미추홀타워）
- 泥灘塔（朝鲜语：갯벌타워）
- 松島科技園區
- 仁川經濟自由區（IFEZ松島）
- 仁荷大學產學合作館
- 仁川大學彌鄒忽校區
- Home plus仁川松島店
- 現代名牌折扣購物中心松島店

## 圖片

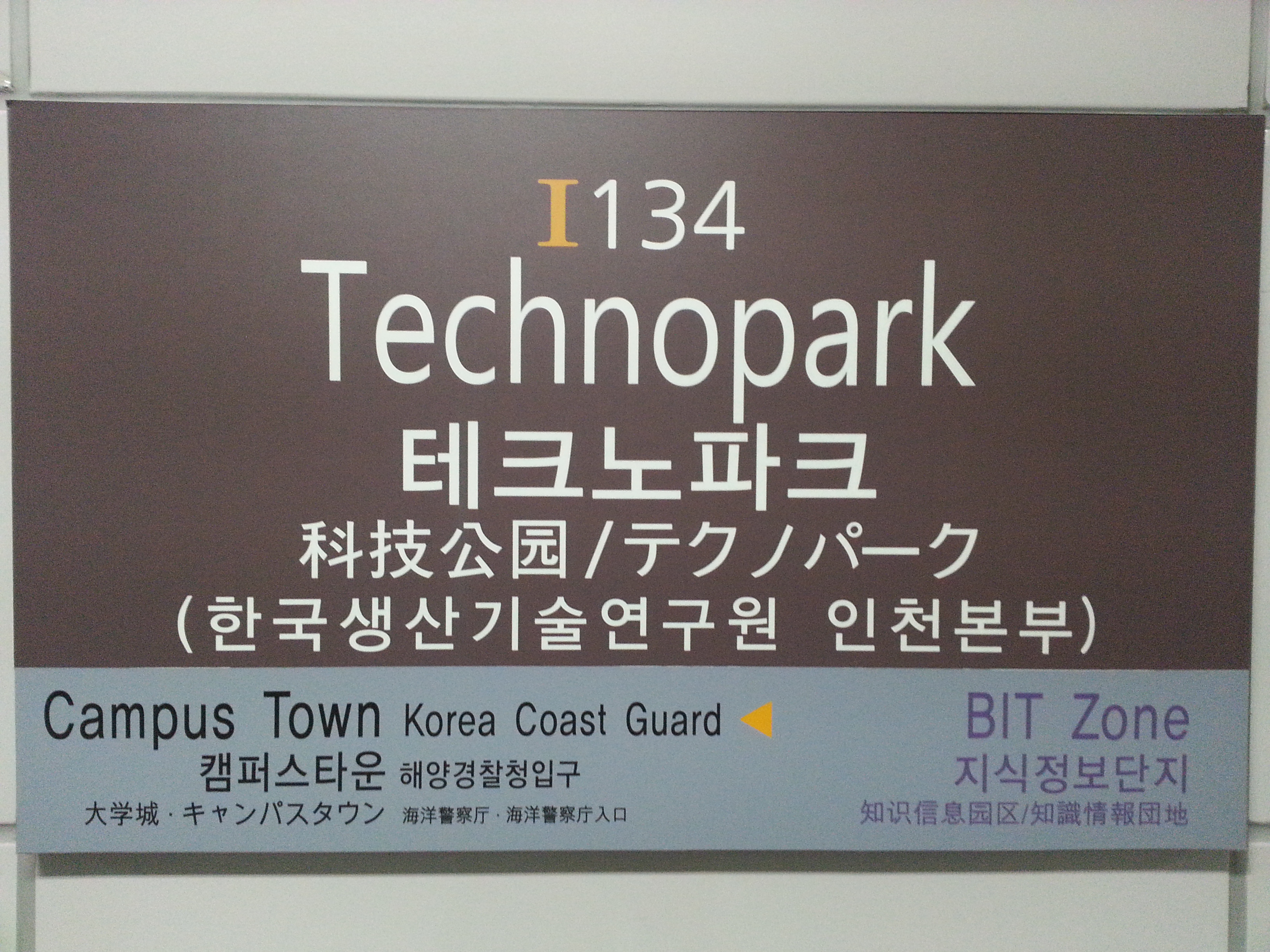
站名牌
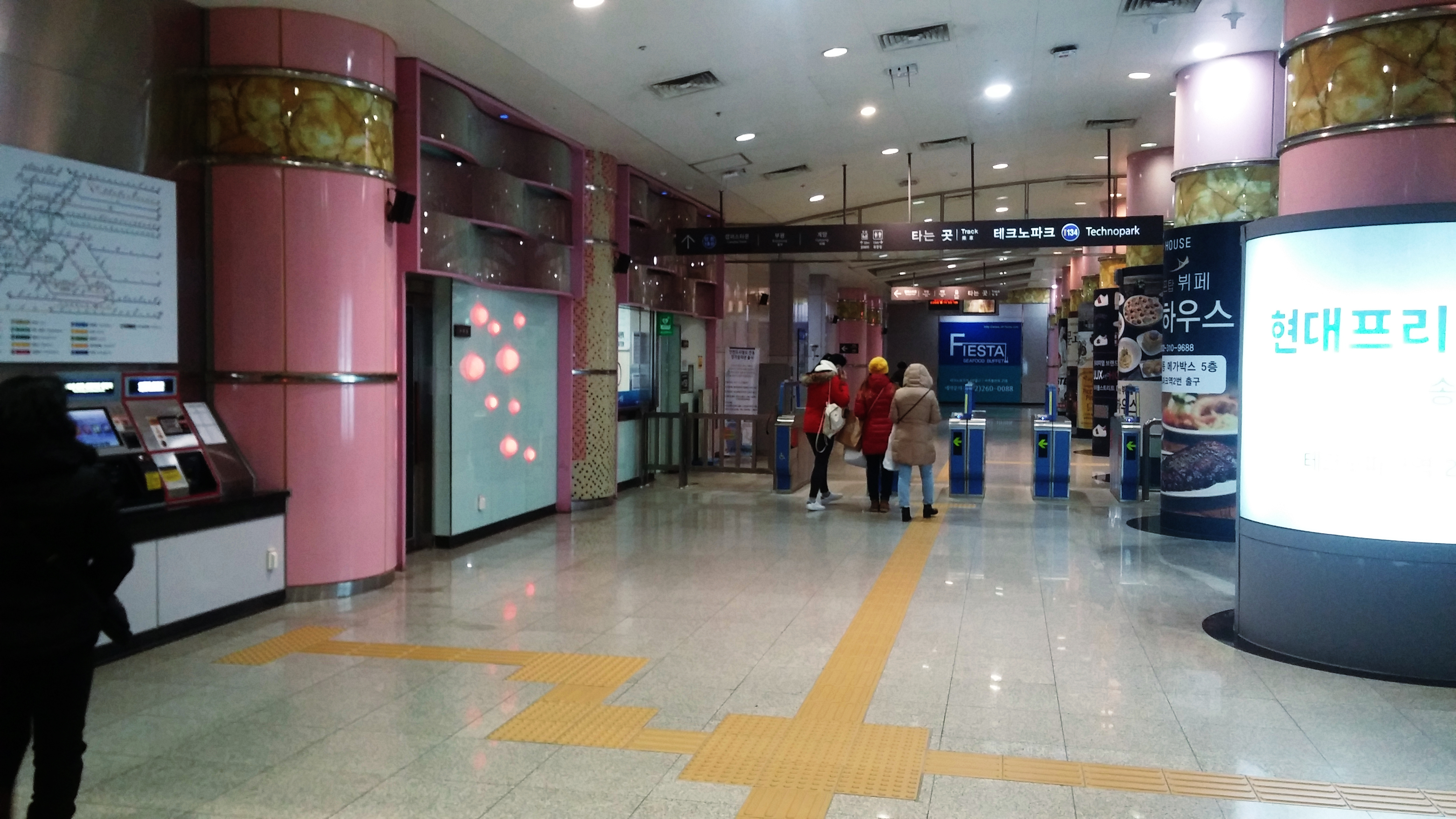
車站大廳
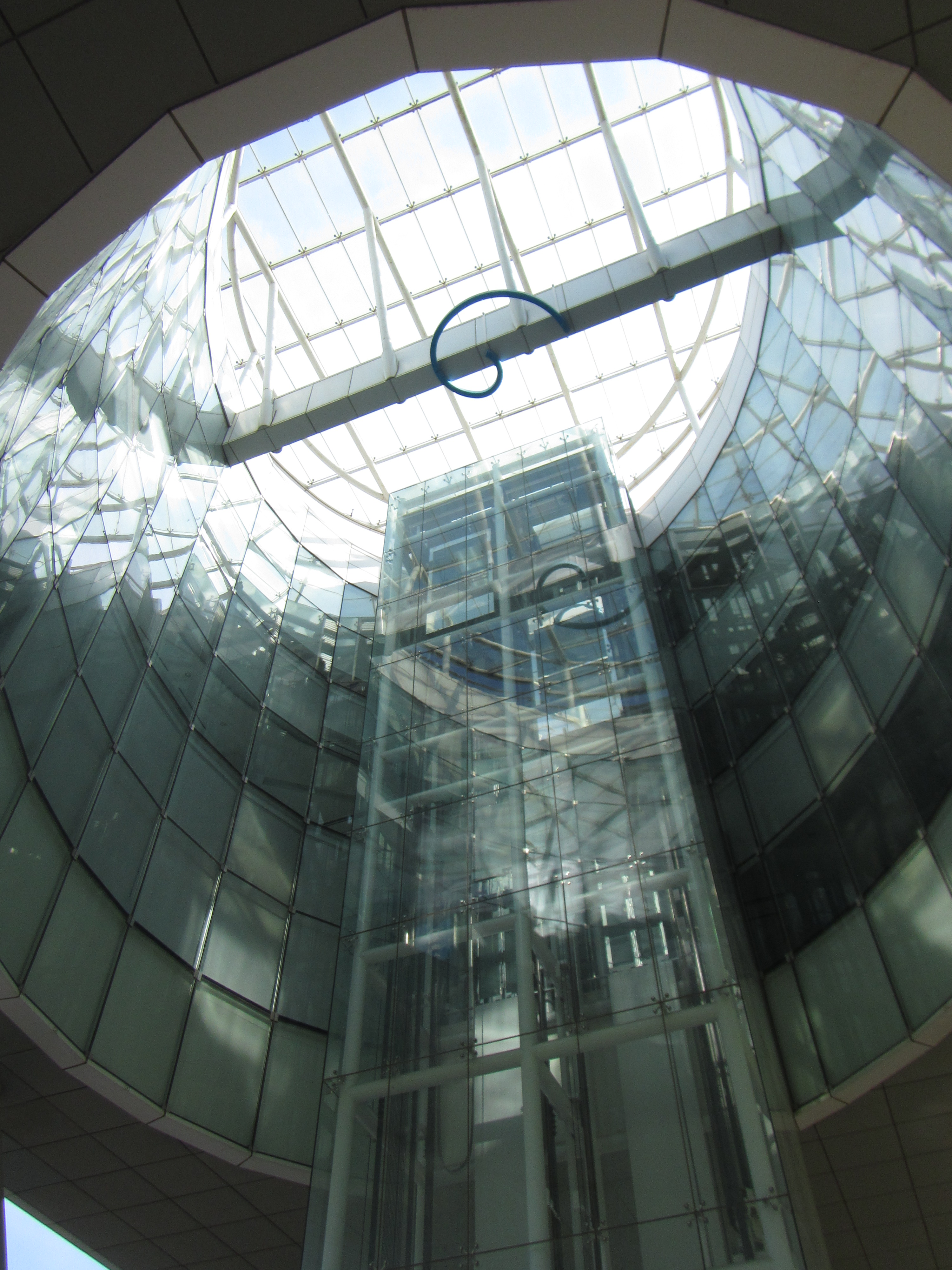
建築內部

## 相鄰車站
仁川交通公社
●仁川都市鐵道1號線
大學城（I133）－科技公園（I134）－知識信息園區（I135）